# Икрима ибн Аби Џахл
Икрима ибн Аби Џахл (преминуо 636.), је био важани рани муслимански вођа и пратилац Мухамеда. Као син Амр ибн Хишама, Икрима је првобитно био један од главних противника Мухамеда из Меке. Икрима је такође био пријатељ из детињства Халида бин Ел Валида. Икрима је покушао да одврати Халида од прихвати ислам и када је Абу Суфјан сазнао за Халидове намере, почео је да га туче, али иза тога стајао Икрима који је контролисао Абу Суфјана.
Икрима је био муж Ум Хаким. У бици код Ухуда она је пратила Икриму и друге курешеве из Меке који су се борили против муслимана.Током 630. године, када су муслимани освојили Меку, Ум Хаким и Курајш су прешли у ислам. Након тога, Ум Хаким је убедила Икрама да прихвати ислам.
Икрима је након преласка на ислам постао важан цивилни и војни вођа у раној исламској држави. Ебу Бекр је послао Икриму против Мусајлима, у Јамами.
Умро је 636. године у бици код Јармука заједно са својим стричевима, Салама ибн Хишамом и Ајаш ибн Аби Рабиом. Сва тројица су сахрањени заједно након битке.